# Горецкий, Гавриил Иванович
Гаври́ла Ива́нович Горе́цкий (28 марта (10 апреля) 1900, деревня Малая Богатьковка Мстиславского уезда — 20 ноября 1988, Минск) — советский и белорусский геолог, географ, экономист, демограф, археолог, общественный деятель; один из учредителей и академик (1928) Белорусской академии наук. Доктор геолого-минералогических наук (1946), заслуженный деятель науки Белорусской ССР.

## Биография
Родился 28 марта (10 апреля) 1900 года в деревне Малая Богатьковка Шамовской волости Мстиславского уезда Могилёвской губернии Российской империи, в семье безграмотных крестьян Ивана Кузьмича и Евфросинии Михайловны, в обычном доме с соломенной крышей. Много помогал родителям в хозяйстве и в целом вырос физически крепким. У «Гурика» (так его хвали в семье) было 3 брата и сестра. Гавриил Иванович был младшим братом классика белорусской литературы Максима Горецкого.
Сначала учился в приходской школе села Славное. В 1914 закончил Раздельское земское училище. Вместе с братом Максимом увлекался литературой и много читал. После учёбы в школе, земском и двуклассном училищах в 1914 году по примеру брата Максима поступил в Горецкое агрономическое училище, которое вскоре было закрыто из-за подпольной революционной деятельности. Это побудило его переехать в Смоленск, где он работал в экономическом отделе Губисполкома регистратором (позже — секретарём-стенографистом). В 1918 году агрономическое училище в Горах было восстановлено и Гавриил смог окончить его, попутно работая стенографистом в Горецком исполкоме. Навыки стенографии ему в жизни ещё на раз помогут.
В 1918 году, когда брат Максим вернулся с войны, в Смоленске они вместе написали русско-белорусский словарь, позже получивший второе издание. Также написал несколько работ по этнографии, фольклору и языкознанию. Затем работал в Уфимским губернском земельном отделе (землемером-агрономом) и учился в Уфимским институте народного образования (1919—1920). В этот период жизни его избрали членом Президиума Государственного лугового фонда Уфимской губернии, а затем — инструктором по социалистическому землеустройству Центрозёма НКЗ РСФСР в Москве.
В 1920 году поступил на экономический факультет Тимирязевской (тогда Петровской) сельскохозяйственной академии. Во время учёбы был одним из создателей Белорусской межвузовской ассоциации студентов и сборника «Молодая Беларусь». Вуз окончил в 1924 году, получив специальность агронома. Учился у экономиста, социолога и антрополога Александра Васильевича Чаянова. Также увлекался экономической географией и театром.
В академии Гавриил Иванович встретил свою будущую супругу — Парфянович Ларису Иосифовну, с которой поженился в 1923 году. Ещё через год у них появился сын Всеслав, в будущем выступивший создателем Букваря. В 1928 году у молодожёнов появился сын Радим, в будущем — академик АН БССР.
Дважды был арестован Государственным политическим управлением (ГПУ) (1920 и 1922). В обоих случаях это произошло после нелегального пересечения государственной границы: в первый раз (из Литвы) Горецкий нёс с собой литературу на белорусском языке (освобождён через несколько дней), во-второй раз (из Польши), после посещения брата Максима, на него был составлен донос и его задержали за изучение и пропаганду белорусской культуры. После этого планировалось депортировать Гавриила Ивановича в числе интеллигенции на философском пароходе, однако, всё же, после беседы с В. Р. Менжинским, его отпустили, с условием, что он будет заниматься только наукой. Тем не менее Горецкий просидел три недели в СИЗО и потерял сестру Анну, которая попала под трамвай, когда ехала к брату с передачей.
После окончания учёбы поступил в аспирантуру там же по направлению «экономическая география». В то же время начал преподавать в Коммунистическом университете меньшинств Запада экономику. Часто ездил в БССР.
В 1925 году с семьей переехал в Беларусь, в Горки, где работал доцентом, заведующим кафедрой сельскохозяйственной экономии и экономической географии в Белорусской государственной академии сельского хозяйства (до 1927 года). С 1925 года — член Института белорусской культуры (ИБК), с 1927 года — член президиума и научного совета этого учреждения. В 1926 году ИБК направил Г. Горецкого в командировку в Германию, Польшу и Данию. По образцу Дании Гавриил Иванович мечтал преобразить белорусское сельское хозяйство. Также участвовал в экспедициях на границе России, Беларуси и Украины, где изучал национальный состав и местное население, которое называло себя «тутэйшымі» в противовес принятия какой либо из национальностей. По результатам в том числе его работ проводилась граница между союзными республиками. Также он опубликовал свою первую монографию — «Национальный доход Беларуси», а затем — «Границы Западной Беларуси в Польше», и несколько отчётов, в которых он анализирует состояние и перспективы возрождения народного хозяйства Беларуси.
В 1927 году Гаврилу Горецкого назначили директором нового Белорусского научно-исследовательского института сельского и лесного хозяйства. На этой должности он занимался организацией сельскохозяйственной науки и практики. Летом 1927 года Горецкий снова был направлен в командировку в Польшу и Германию. В конце 1928 года 28-летнего директора института выбрали действительным членом Белорусской академии наук, в которую реорганизовали ИБК. Он был самым молодым среди академиков-основателей академии и остаётся до сих пор самым молодым среди избранных академиков. В 1929 Горецкий становится членом ЦИК БССР. В 1930 за разработку вопроса создания Центрального промышленного округа его наградили орденом Трудового Красного Знамени БССР.
24 июля 1930 года на волне начавшихся репрессий в отношении белорусских краеведов Гаврила Горецкий был арестован ГПУ по делу Трудовой крестьянской партии, когда возвращался из Минска, прямо на вокзале. Из него выпытывали показания о создании «Союза освобождения Белоруссии», однако он не признавался. 6 декабря в Москве (на Лубянке) лишён звания академика. Осуждён по постановлению коллегии ОГПУ СССР 30 мая 1931 года как руководитель контрреволюционной организации «Трудовая крестьянская партия» к расстрелу. Этот список подписывал И. В. Сталин, однако, по просьбе Н. М. Голодеда, Горецкого Сталин вычеркнул, сказав «Пусть ещё немного поживёт». За время его содержания под следствием Гавриил Иванович начинает знакомиться с работами по четвертичной геологии Кропоткина и Тутковского. 6 июня 1931 года приговор заменён на 10 лет ППК. Этапирован в Беломорско-Балтийский лагерь.
В 1931—1939 годах работал сначала рабочим картонажной фабрики и помощником младшего техника поисковой партии. Затем — научным сотрудником и инженером-геологом в Беломорско-Балтийском лагере, на строительстве Беломорско-Балтийского канала и связанных с ним гидротехнических сооружений, таких как Туломская ГЭС, Кольский канал, Рыбинский гидроузел, Чебоксарский и другие узлы Волгостроя, Сарпинской оросительной системе и др. В это время его семью поддерживали Якуб Колас и Янка Купала. Освобождён досрочно 5 октября 1934 года, частично реабилитирован, однако к семье он смог съездить лишь единожды, в остальное время был вынужден продолжать работу. Из-за этого семья сама переехала к нему, когда он работал в Мурманске.
Снова арестован в октябре 1937 года, через три месяца освобождён. В 1938 году арестован ещё раз. После ареста вышел приказ о доставке для допроса Горецкого в Москву по новому делу, однако в связи со смертью Ежова дело не получило развития. Это спасло его, так как 8 мая 1938 года он был приговорён к расстрелу. Больше года он пробыл в тюрьме, но остался живым.
В 1939—1942 годах — главный геолог в системе Главпромстроя НКВД и Наркомата обороны (в частности, в 1939—1940 годах — главный геолог Соликамского гидроузла НКВД), с 1942 года — в организациях Гидропроекта НКВД, где работал по 1968 год на должностях от главного геолога до заместителя начальника отдела и главного специалиста отдела инженерной геологии (Дедовск Московской области; жил там с 1956 года), позже — главным консультантом (до 1973 года) и членом учёного совета.
Во время войны работал на возведении оборонительных сооружений под предводительством С. Я. Жука (на Рыбинском гидроузле, во Ржеве и Череповце и др.). После участвовал в геолого-инженерных изысканиях и стройках почти всех крупнейших ГЭС в европейской части России и Украины (Горьковская, Куйбышевская, Саратовская, Каневская, Каховская, Цимлянская и др.), каналов (Волго-Донской, Сальский, Азовский и др.), водохранилищ, оросительных и шлюзовых систем.
В 1958 году попал в автомобильную катастрофу возле Чугуева, однако смог полностью восстановиться.
В 1954 году постановлением Президиума Верховного совета СССР с Гаврилы Горецкого снята судимость, а 22 апреля 1958 года он реабилитирован военным трибуналом Белорусского военного округа, и его дело за отсутствием состава преступления прекращено. Несмотря на это, вернуться в родную Беларусь ему не разрешали. В звании академика Академии наук БССР (АН БССР) восстановлен 28 сентября 1965 года, после чего вернулся на малую родину. Спустя несколько лет это было разрешено и его сыну Радиму. Также он способствовал политической реабилитации и восстановлению репутации своего брата Максима, расстрелянного в 1938 году.
В 1966—1969 годах работал по совместительству старшим научным сотрудником лаборатории геохимических проблем АН БССР. В 1969 году был приглашён на должность сначала научного сотрудника, с 1971 — заведующего сектором палеогеографии антропогена лаборатории геохимических проблем АН БССР (с 1970 года Института геохимии и геофизики АН БССР). В дальнейшем (1978) была выделена лаборатория, названная лабораторией геологии и палеопотамологии антропогена. Привлекает к работе многих известных исследователей — А. С. Махнача, Л. Н. Вознячук и др. Всё это позволило ему провести новую комплексную экспедицию в районе границы БССР, УССР и РСФСР (верховья Днепра), на этот раз — с целью геологического и археологического изучения (стоянки Елисеевичи, Хотылёво, Юдиново и др.). С 1969 года возглавлял созданную им комиссию по антропогену в АН БССР. Также работал в проблемном совете по комплексному изучению земной коры и верхней мантии АН БССР, научном совете по проблемам Полесья, научном совете по инженерной геологии АН СССР, Терминологической комиссии и редколлегии Белорусской советской энциклопедии. С 1985 года — консультант Института геохимии и геофизики АН БССР. Являлся членом научно-технического совета Белорусского научно-исследовательского геологоразведочного института, ряда советов по присуждению учёных степеней, географического общества СССР, МОИП, редколлегии журналов «Инженерная геология» и Бюллетень Комиссии по изучению четвертичного периода.
Будучи уверенным в необходимости разносторонних и детальных изучений осадочного материала, в лаборатории Горецкий развивал несколько лабораторных направлений исследования — геолого-геоморфологическое, биостратиграфическое (в частности, палинология, палеокарпология, диатомовый и ряд палеонтологических анализов), гранулометрическое, литолого-геохимическое. Являлся одним из основателей белорусской школы геологов-четвертичников. Выступал за сохранение и охрану природной среды и памятников природы.
Скончался 20 ноября 1988 года в Минске после непродолжительной, но тяжёлой болезни. Похоронен на Северном кладбище.

## Семья
Сыновья:
- Горецкий, Всеслав Гаврилович — филолог.
- Гарецкий, Радим Гаврилович — геолог[14].

## Научная деятельность
Научные исследования были посвящены экономической географии, геологии антропогена (четвертичная геология), инженерной геологии и др. Важным вопросом геологии, которым был занят Гавриил Иванович, была граница неогена и четвертичного периода. Он считал, что её следует проводить по подошве первых ледниковых отложений, то есть первом серьёзном похолодании, приведшем к оледенению.
За время работы в Гидропроекте Г. Горецкий стал авторитетным инженером-геологом и геологом-четвертичником. С 1948 года — член Бюро, а в 1967—83 годах — председатель Комиссии АН СССР по изучению четвертичного периода и советской секции INQUA. Им заложены основы новой в СССР отрасли знаний — палеопотамологии, учения о древних реках, отложения которых он изучал при строительстве гидротехнических объектов и описал в обстоятельных монографиях о аллювии больших антропогеновых прарек Русской равнины (1964), о формировании долины реки Волги в антропогене (1966), а также других долин крупных рек (в частности, Камы, Дона и Днепра) и погребённых и сквозных древних долин. Также он изучал переуглубления ледникового происхождения, развитые по периферии и внутри зоны плейстоценовых оледенений, а также перигляциальный и гляциоаллювий. Горецкий раскрывал и практическое значение метода палеопотамологии, например, большие скопления пресных вод в туннельных долинах, а также полезных ископаемых. В 1952 году ему был вручён второй Орден Трудового Красного Знамени за свои инженерно-геологические изыскания, в 1971 и 1986 годах — Государственная премия СССР.
Сотрудничал с геологами-четвертичниками, палеонтологами, археологами и другими специалистами в СССР — это помогало сбору полевых материалов при геолого-инженерных изысканиях. Ещё в 30-е годы он обнаружил неолитические стоянки на Кольском полуострове. В 50-е он работал на нижнем Дону и разведал там следы человека, датируемые ранним и поздним палеолитом и неолитом. Участвовал в раскопках крепости Саркел.
В 1945 году защитил в Институте геологических наук АН СССР кандидатскую диссертацию по теме «О роли местных географических условий в четвертичной истории (на примере изучения Кольской и Туломской долин на Кольском полуострове)». Учёный совет сразу присвоил диссертации статус докторской, однако согласно регламенту он должен был иметь более двух оппонентов, поэтому он защитил только кандидатскую. Уже через год он подготовил докторскую диссертацию с названием «Неогеновые и четвертичные отложения района Средней Камы между устьем Вишеры и городом Боровском», защитил в Институте геологических наук АН СССР, 13 мая 1946 года, в этот раз диссертационный совет в полном составе проголосовал «за».
Заместитель академика-секретаря Отделения химических и геологических наук АН БССР. Своим учителем Горецкого считало более 60 исследователей Беларуси (12 из них защищали кандидатские диссертации под его руководством).

## Награды и премии
- 1930 — Орден Трудового Красного Знамени БССР
- 1952 — Орден Трудового Красного Знамени
- 1967 — Премия Московского общества испытателей природы
- 1971 — Орден Трудового Красного Знамени
- 1971 — Государственная премия СССР в области науки и техники, за работы по палеопотамологии, строению аллювия и истории великих прарек Русской равнины в антропогене[16]
- 1979 — Орден Октябрьской Революции
- 1986 — Государственная премия Белоруской ССР

Награждён тремя почетными грамотами Президиума Верховного Совета БССР и 14 медалями.

## Публикации
Опубликовал более 160 научных работ, в том числе по фольклору, демографии, экономике сельского и лесного хозяйства, археологии. Один из создателей русско-белорусского словаря. В печати появились его статьи и воспоминания о Максиме Горьком, Якубе Коласе, Янке Купале, Максиме Горецком и др.
Написал более 80 научных статей по палеопотамалогии и четвертичной геологии Беларуси и издал монографии «Аллювиальная летопись великого Пра-Днепра» (М., 1970), «Особенности палеопотамологии ледниковых областей (на примере Белорусского Понеманья)» (Мн., 1980) и «Палеопотомологические эскизы Палео-Дона и Пра-Дона» (Мн., 1982). Выделил много генераций и типов антропогенового аллювия и палеорек, перигляциальных отложений, ледниково-тектонических структур и подлёдных форм рельефа.
С 1966 года в редколлегии журнала «Бюллетень Комиссии по изучению четвертичного периода», редактировал журнал «Инженерная геология», Карты четвертичных отложений СССР масштаба 1:2500000, главный редактор Карты четвертичных отложений БССР масштаба 1:500000, председатель Белорусской антропогеновой комиссии, член редакционного совета «Белорусской советской энциклопедии», член редколлегий нескольких энциклопедических изданий и член терминологической комиссии, редактор многих монографий геологов. Был одним из организаторов международного конгресса INQUA в Москве и 1982 году. В 1959 году возглавлял советскую секцию на INQUA. Также участвовал в подготовке и проведении двух Всесоюзных совещаний по краевым ледниковым образованиям (в 1976 (Киев) и 1980 (Львов) годах).

## Память
Надгробие Г. И. Горецкого было выполнено из ледникового валуна с барельефом учёного. Позже был создан Музей валунов на площади 6 га, на котором под открытым небом расположено 2 тысячи, свезённых со всей республики, а также средневековые археологические находки.
Увековечен на мемориальной доске, расположенной на стене Института геохимии и геофизики НАН Беларуси. Там же проводятся ежегодные конференции в его память.
В честь академика названо 13 видов ископаемых растений и животных.